# 투마이

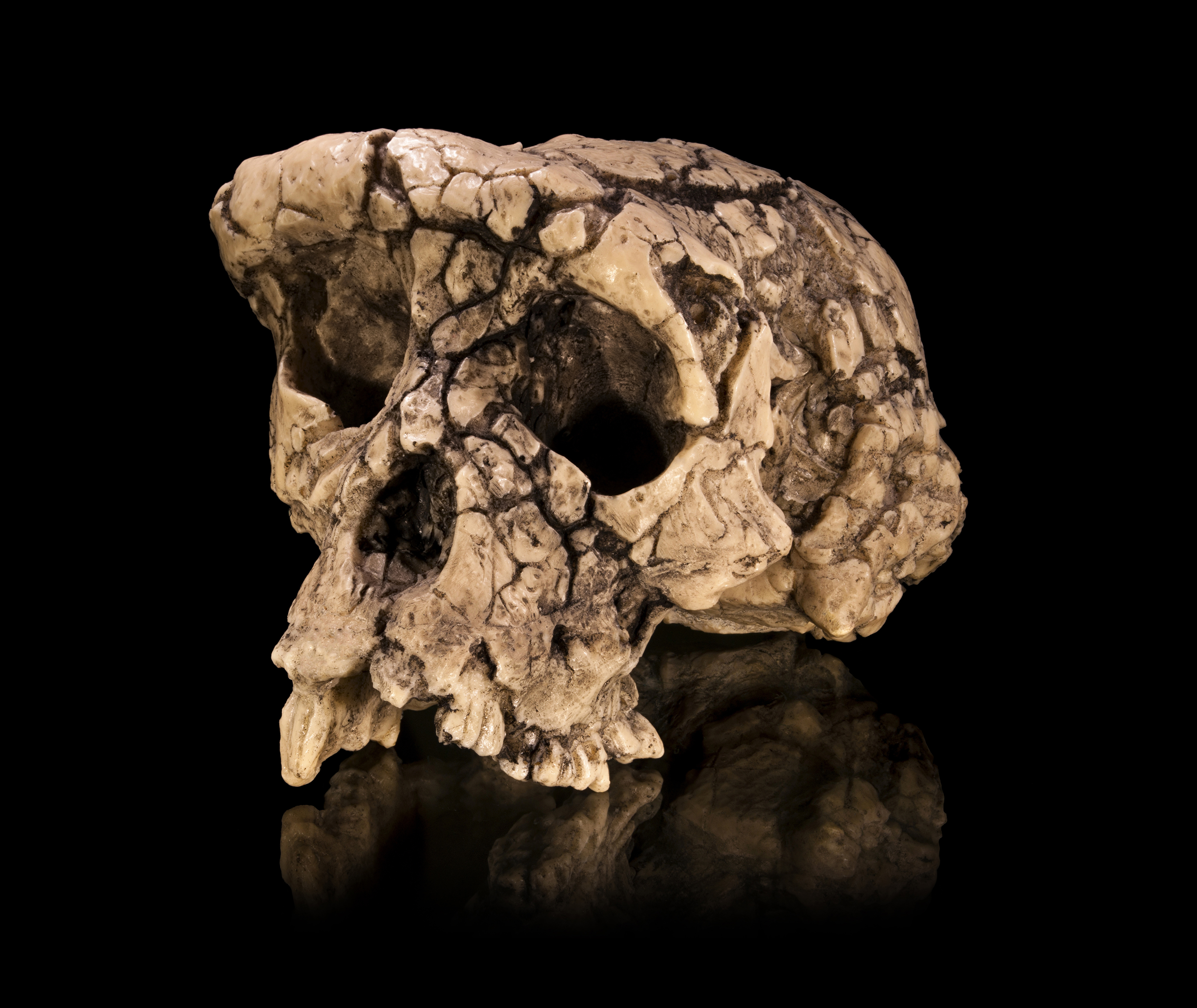
투마이로 명명된 영장류의 두개골 화석

투마이(Toumaï)는 2001년 차드의 주라브 사막에서 발견된 영장류의 두개골 화석이다. 현지 다자어로 '삶의 희망'이라는 의미를 갖고 있으며, 정식 명칭은 TM 266이다. 인류의 진화 단계의 첫 부분으로 알려진 사헬란트로푸스 차덴시스에 속하며, 침팬지와 사람의 중간 단계 정도의 치아 구조를 갖고 있다. 과학적인 분석 결과 약 7백만년 전인 마이오세 당시에 존재했던 것으로 밝혀졌다.

## 같이 보기
- 인류의 진화
- 그라이코피테쿠스